# 莲都区
莲都区是中國浙江省丽水市下辖的市辖区，地处浙西南腹地、瓯江中游，其少数民族人口绝对数居全省第2位、全市第1位。區人民政府駐解放街51号。区域总面积为1,493.44平方公里。

## 历史沿革
东汉属松阳县。隋开皇九年（589）析置括苍县。唐大历十四年（779年）改为丽水县 (唐朝)。1986年撤消丽水县，设立县级丽水市。2000年7月19日设地级丽水市，撤销原县级丽水市，设立莲都区。

## 行政区划
莲都区下辖6个街道办事处、4个镇、4个乡、1个民族乡：
紫金街道、岩泉街道、万象街道、白云街道、联城街道、南明山街道、碧湖镇、大港头镇、老竹畲族镇、雅溪镇、太平乡、仙渡乡、峰源乡、丽新畲族乡和黄村乡。

## 人口
根據第七次全国人口普查數據，截至2020年11月1日零時，蓮都區常住人口為562116人。

## 交通
- 金温铁路：丽水站